# Parasanga
Parasanga é uma antiga unidade de medida persa de percurso (itinerária), que correspondia a aproximadamente 5.940 metros. Pode ser referida como equivalente a 30 ou 40 estádios (medida grega), sendo que 1 estádio é igual a 177,6 metros.